# Jean Willerval

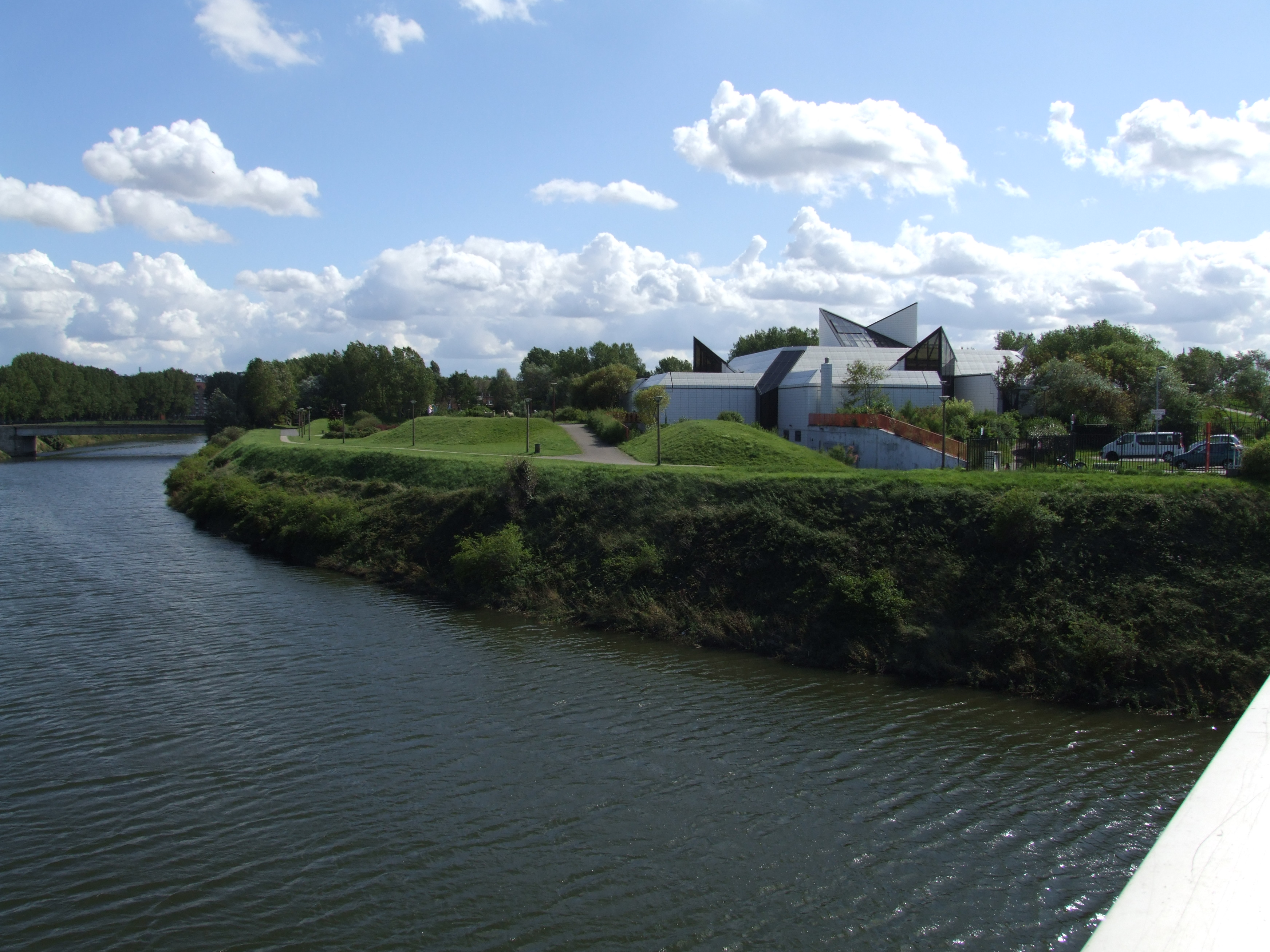
Museo de arte y acción contemporánea de Dunkerque (LAAC) visto desde el canal.

Jean Willerval (Tourcoing, 28 de septiembre de 1924 - 12 de abril de 1996) fue un arquitecto francés, profesor de la Escuela de Bellas Artes en París y miembro de la Academia de Arquitectura. Obtuvo el Gran premio nacional de arquitectura en 1975. 

## Biografía
Alumno de la Escuela de Bellas Artes de Lille, trasladó su expediente a la Escuela de Bellas Artes de París en diciembre de 1946. Fue alumno del taller de Georges Gromort y Louis Arretche y obtuvo su graduación en 1951. Siguió también estudios de urbanismo en el Instituto de Urbanismo de París entre 1950 y 1951. Inscrito en el Colegio de arquitectos de París y de Douai desde 1952.
Asociado a Pierre Rignols y André Lagarde en Lille, realizó numerosos trabajos en la región de Lille y especialmente en Nord-Pas-de-Calais. Su actividad, como arquitecto u urbanista se extendió luego por el territorio nacional e internacional. Willerval trabajó en la reconstrucción del centro de la ciudad de Beirut al finalizar la guerra civil libanesa o realizó varias centrales nucleares, reformó las Halles de París o el barrio de La Défense.
Desde 1958, fue profesor de la Escuela de Bellas Artes de París y, desde 1964, profesor de la Escuela Superior de Arquitectura Saint-Luc en Tournai (Bélgica).
En 1972, obtiene la medalla de plata de la Academia de Arquitectura y, en 1975, el Gran premio nacional de arquitectura. Fue miembro de la Academia de Arquitectura y nombrado caballero de la Orden de las Artes y las Letras en 1976.

## Obras

### Arquitectura
- Palacio de Justicia de Lille (1961-1968).
- Iglesia Saint-Jean Bosco, Mons-en-Barœul (1964).
- Iglesia Notre-Dame-de-la-Paix de Tourcoing (1964).
- Iglesia Saint-Pierre de Wattrelos (1964).
- Residencia Beffroi en Lille (1965).
- Iglesia Saint-Thomas de Tourcoing (1969).
- Caseta de bomberos del bulevar Masséna en París (1971).
- Talleres Pinton en Felletin (1973).
- Sede de Pernod SA en Créteil (1974),[1][2]
- Centro comercial V2 en Villeneuve-d'Ascq (1977).
- Torre Communauté Urbaine de Bordeaux en Burdeos (1977).
- Torre Mercure de Tourcoing[3] (1978).
- Musée d'art contemporain de Dunkerque[4] (1982).
- Techumbres del Forum des Halles en Paris, junto a Ricardo Bofill (1983).
- Torre AGF - Athéna (1984).
- Torre Michelet (1985).
- Torre Descartes à Courbevoie (1988).
- Viviendas de la calle Cinq martyrs du Lycée Buffon, París (1991).[5]
- Torre Kvaerner (1996).

### Urbanismo
- Plan Director de Doté (1960)
- ZUP de Borgoña a Tourcoing (1962-1974)
- ZUP de Beaulieu a Wattrelos (1962-1974)
- Renovación del barrio Mériadek a Burdeos (1966-1980)
- ZAC de Dechy-Sin-el-Noble
- Barrio del Triolo a Villeneuve-de Ascq (1973)
- Renovación del barrio del teatro a Valencianas (1973)
- Renovación de Wasquehal (1974)
- Renovación del frente de mar de Leffrinckoucke (1975)
- Disposición de un barrio del nuevo Créteil (1975)
- Disposición de un barrio de Fuerte de Francia en Martinica (1976)

### Galería

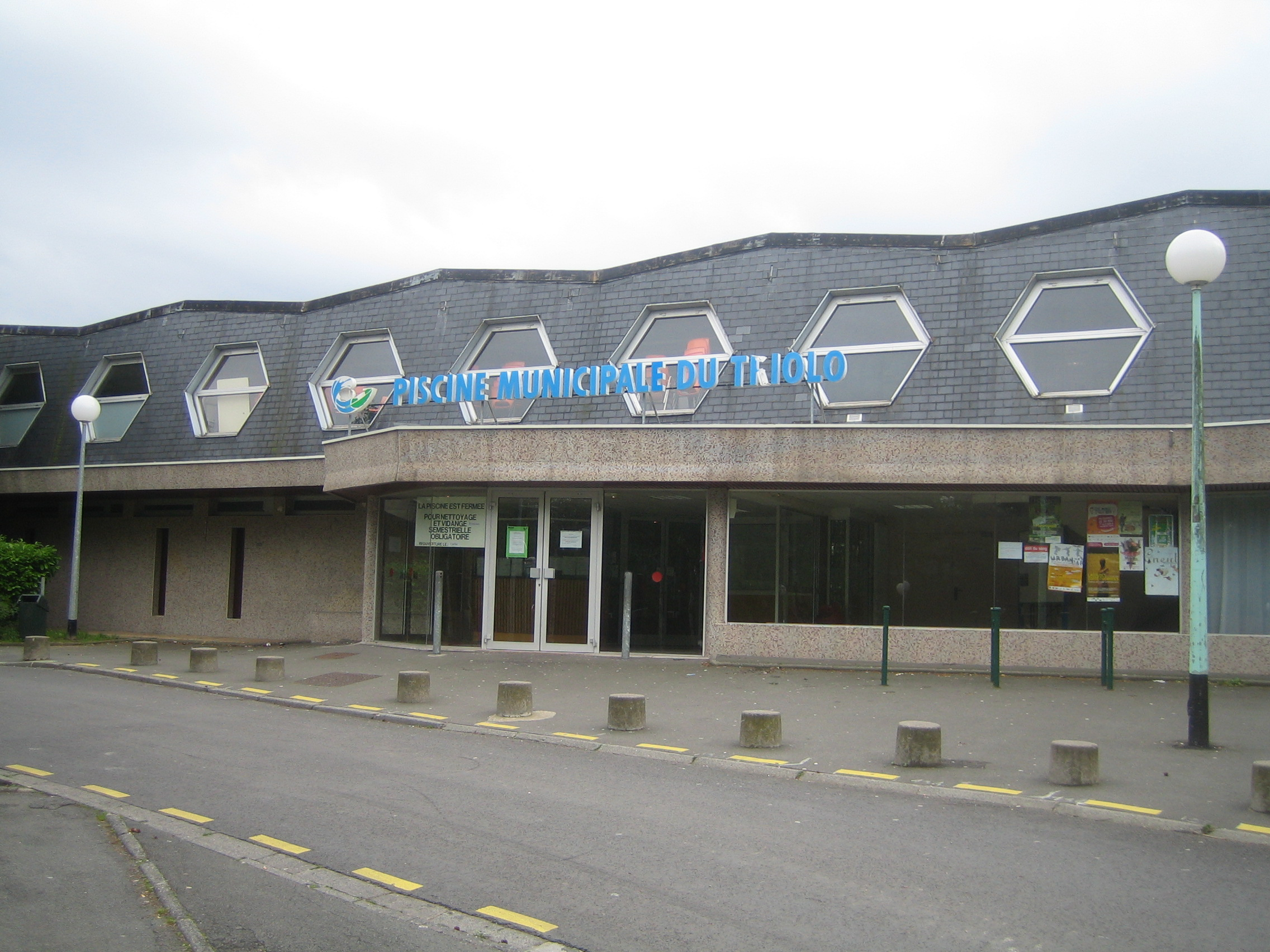
Piscina del Triolo (Villeneuve d'Ascq)